# St. Peter und Paul (Mössingen)

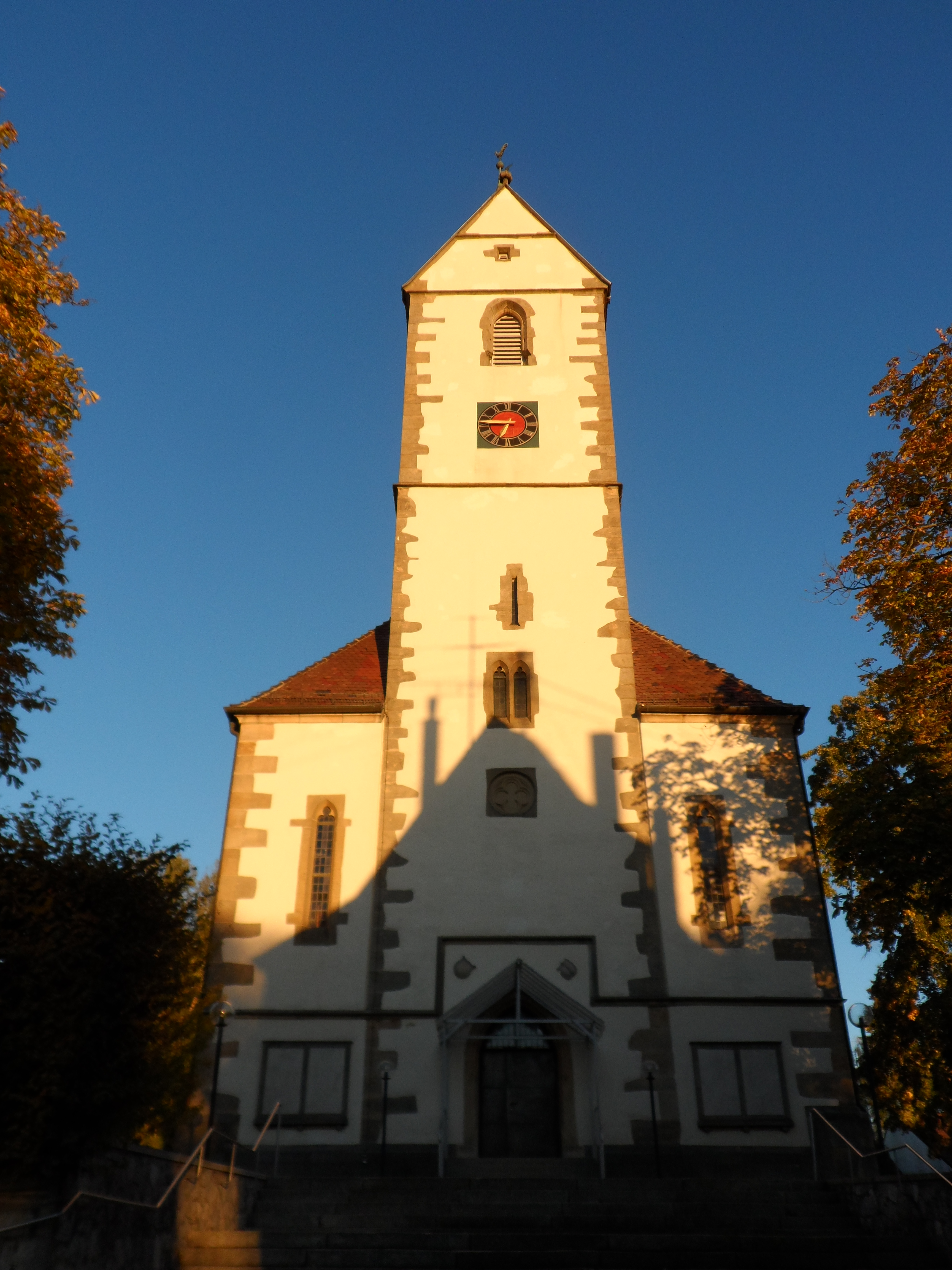
St. Peter und Paul in Mössingen

Die evangelische Pfarrkirche St. Peter und Paul steht in Mössingen, einer Großen Kreisstadt im Landkreis Tübingen in Baden-Württemberg. Die Kirchengemeinde gehört zum Kirchenbezirk Tübingen der Evangelischen Landeskirche in Württemberg. Das Bauwerk ist beim Landesamt für Denkmalpflege Baden-Württemberg als Baudenkmal eingetragen.

## Beschreibung
Die Saalkirche wurde 1517 erbaut. Sie besteht aus einem Langhaus und in seinem Innenraum hinter dem Chorbogen einem eingezogenen, dreiseitig geschlossenen Chor im Osten und einem Fassadenturm im Westen, dessen oberstes Geschoss die Turmuhr und den Glockenstuhl beherbergt und mit einem Satteldach bedeckt ist, aus dem sich ein Dachreiter erhebt.
Der Innenraum des Langhauses ist mit einer Flachdecke überspannt, der des Chors mit einem Kreuzrippengewölbe. Die Orgel wurde 1733 von Eberhard Vischer d. Ä. gebaut. Sie wurde 1821 durch eine Orgel von Johann Jakob Weinmar ersetzt.